# Eskortservice
För andra betydelser, se eskort.
| Eskortservice |
| --- |
| - Betydelse – erbjudande av socialt sällskap (som eskort) eller sex (som prostituerad) mot betalning - Varianter – "värdinna" (i Japan), sällskapsdam eller kurtisan (historiskt), lyxeskort (dyrare prostitution) |

Eskortservice (engelska: escorting, escort service) är en tjänst där man erbjuder socialt sällskap (som eskort), med eller utan sexuella inslag. Termen används i allmänt språkbruk ofta som en beteckning för prostitution där den prostituerade träffar kunden på hotell, i dennes hem eller på annan avtalad plats. Den skiljer sig från gatuprostitution genom att kontakten mellan köpare och säljare tas via telefon (callgirl) eller via Internet-baserade tjänster.

## Varianter
Ordet eskort kan ses som en eufemism för en person – oftast en kvinna – som säljer sina tjänster till högre priser. Lyxeskort är ett annat namn för lyxprostituerad. En eskort kan även syfta på en sällskapsdam, en kvinna som i äldre tid beledsagat en annan kvinna och underhållit henne i allmänhet. Ordet kan även syfta på själva handlingen. Ordet kan även förtydligas som eskortpojke eller eskortflicka.
De engelskspråkiga begreppen outcall och incall syftar på möte hos kunden respektive möte hos sexsäljaren. Uttrycket callgirl syftar historiskt på en prostituerad som kontaktas via telefon.
Eskortservice förekommer även utan konkret inslag av sexköp. Där erbjuder eskortfirmor kunderna exempelvis sällskap för middag eller semester. Historiskt har de japanska fenomenen geisha fungerat med liknande motiv, och i nutid har värdinnefenomenet en liknande innebörd.